# Ugo Morin

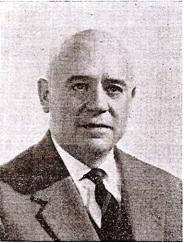
Ugo Morin

Ugo Morin (Trieste, 7 febbraio 1901 – Padova, 1º gennaio 1968) è stato un matematico e antifascista italiano.

## Biografia
Ugo Morin è nato a Trieste il 7 febbraio 1901 ed è morto a Padova il 1º gennaio 1968. Conseguì a Fiume (ora Croazia) la maturità scientifica nel 1920 e a Trieste il diploma di capitano della marina mercantile. Partecipò nel 1919 – a 18 anni – alla “impresa di Fiume”, anche se, di questa vicenda non parlò mai volentieri (come riferì un suo allievo, Arno Predonzan).
Laureatosi all'Università di Padova nel 1926, conseguì nel 1933 un incarico alla cattedra di geometria descrittiva, come assistente di Annibale Comessatti. Ottenne la libera docenza nel 1935, proseguendo l'insegnamento a Padova e, dal 1942 al 1945, all'Università di Firenze (geometria analitica). Dal 1946 fu di nuovo a Padova e vi rimase sino alla morte. Fu autore di lavori scientifici riguardanti la geometria algebrica classica sia l'algebra astratta.
Mentre era a Firenze, facendo la spola con Padova e il Veneto, si distinse per il suo impegno civile, contribuendo non poco alla resistenza: organizzava clandestinamente il Partito d'Azione e le milizie e la sua attività nelle file della Resistenza, dedicandosi all'organizzazione clandestina del Partito d'Azione e delle formazioni partigiane di Giustizia e Libertà; nel 1945 assumeva la presidenza del CLN del Veneto.
A lui sono intitolati un liceo scientifico della Gazzera (Venezia) e il Centro Ricerche Didattiche "Ugo Morin" di Paderno del Grappa (Treviso) che si occupa di Didattica della Matematica e delle Scienze e pubblica la rivista "L'insegnamento della Matematica e delle scienze integrate".

## Curiosità
- Gli è stata intitolata l'aula più grande del Dipartimento di Matematica e Informatica dell'Università degli Studi di Trieste e vi è stato collocato un suo busto.

- Dà il nome a una delle più importanti e prestigiose scuole d'Italia.